# Bdelyrus parvus
Bdelyrus parvus (лат.) — вид пластинчатоусых жуков рода Bdelyrus из подсемейства скарабеины (Scarabaeinae). Неотропика: Колумбия (Amazonas, Leticia). Вид назван по мелким размерам тела (лат. parvus).

## Описание
Длина тела до 7,55 мм, ширина до 4,15 мм. Самцы отличаются зубчатыми задними голенями, строением гениталий (формой парамер) и крупными задними бёдрами; самки отличаются окаймлённой формой клипеуса, треугольной областью анального стернита. Глаза крупные. Клипеус не выступает вперёд у самцов, но слегка выступает у самок. Межглазничное расстояние равно 6,40 диаметрам глаз; клипеус лоб и щёки грубо пунктированные. Основная окраска тела коричневато-чёрная, блестящая. Навозный жук, населяет вечнозелёные тропические леса Амазонии. Встречается в феврале и июле. Усики с 3-члениковой булавой. Задние голени с одной вершинной шпорой. Вид был впервые описан в 1998 году канадским энтомологом Джойсом Куком (Joyce Cook, North Augusta, Онтарио, Канада) по материалам, собранным в Южной Америке.